# Heliura baleris
Heliura baleris är en fjärilsart som beskrevs av Dyar 1910. Heliura baleris ingår i släktet Heliura och familjen björnspinnare. Inga underarter finns listade i Catalogue of Life.